# Liste der Nummer-eins-Hits in den USA (1977)
Dies ist eine Liste der Nummer-eins-Hits in den von Billboard ermittelten Charts in den USA (Hot 100) im Jahr 1977. In diesem Jahr gab es neunundzwanzig Nummer-eins-Singles und sieben Nummer-eins-Alben.

## Singles
| ← 1976 ← | Liste der Nummer-eins-Hits in den USA | Liste der Nummer-eins-Hits in den USA | Liste der Nummer-eins-Hits in den USA                                        | 1978 →                    |
| \| Zeitraum \| Wo. ges. \| Interpret \| Titel Autor(en) \| Zusätzliche Informationen \| \| (Zeitraum, Wochen auf Platz eins, Interpret, Titel, Autor[en], zusätzliche Informationen) \| \| \| \| \| \| ----------------------------------------------------------------------------------------- \| -------- \| ------------------------------- \| ------------------------------------------------------------------------------- \| ------------------------- \| \| 13. November 1976 – 7. Januar 1977 8 Wochen (insgesamt 8) \| 8 \| Rod Stewart \| Tonight’s the Night (Gonna Be Alright)[1] Rod Stewart \| - \| \| 8. Januar 1977 – 14. Januar 1977 1 Woche (insgesamt 1) \| 1 \| Marilyn McCoo & Billy Davis Jr. \| You Don’t Have to Be a Star (To Be in My Show)[2] James Dean, John Glover \| - \| \| 15. Januar 1977 – 21. Januar 1977 1 Woche (insgesamt 1) \| 1 \| Leo Sayer \| You Make Me Feel Like Dancing[3] Leo Sayer, Vini Poncia \| - \| \| 22. Januar 1977 – 28. Januar 1977 1 Woche (insgesamt 1) \| 1 \| Stevie Wonder \| I Wish[4] Stevie Wonder \| - \| \| 29. Januar 1977 – 4. Februar 1977 1 Woche (insgesamt 1) \| 1 \| Rose Royce \| Car Wash[5] Norman Whitfield \| - \| \| 5. Februar 1977 – 18. Februar 1977 2 Wochen (insgesamt 2) \| 2 \| Mary MacGregor \| Torn Between Two Lovers[6] Peter Yarrow, Phillip Jarrell \| - \| \| 19. Februar 1977 – 25. Februar 1977 1 Woche (insgesamt 1) \| 1 \| Manfred Mann’s Earth Band \| Blinded by the Light[7] Bruce Springsteen \| - \| \| 26. Februar 1977 – 4. März 1977 1 Woche (insgesamt 1) \| 1 \| Eagles \| New Kid in Town[8] J. D. Souther, Don Henley, Glenn Frey \| - \| \| 5. März 1977 – 25. März 1977 3 Wochen (insgesamt 3) \| 3 \| Barbra Streisand \| Evergreen (Love Theme from „A Star Is Born“)[9] Barbra Streisand, Paul Williams \| - \| \| 26. März 1977 – 8. April 1977 2 Wochen (insgesamt 2) \| 2 \| Daryl Hall & John Oates \| Rich Girl[10] Daryl Hall \| - \| \| 9. April 1977 – 15. April 1977 1 Woche (insgesamt 1) \| 1 \| ABBA \| Dancing Queen[11] Björn Ulvaeus, Benny Andersson, Stig Anderson \| - \| \| 16. April 1977 – 22. April 1977 1 Woche (insgesamt 1) \| 1 \| David Soul \| Don’t Give up on Us[12] Tony Macaulay \| - \| \| 23. April 1977 – 29. April 1977 1 Woche (insgesamt 1) \| 1 \| Thelma Houston \| Don’t Leave Me This Way[13] Kenneth Gamble, Leon A. Huff, Cary Gilbert \| - \| \| 30. April 1977 – 6. Mai 1977 1 Woche (insgesamt 1) \| 1 \| Glen Campbell \| Southern Nights[14] Allen Toussaint \| - \| \| 7. Mai 1977 – 13. Mai 1977 1 Woche (insgesamt 1) \| 1 \| Eagles \| Hotel California[15] Don Felder, Don Henley, Glenn Frey \| - \| \| 14. Mai 1977 – 20. Mai 1977 1 Woche (insgesamt 1) \| 1 \| Leo Sayer \| When I Need You[16] Albert Hammond, Carole Bayer Sager \| - \| \| 21. Mai 1977 – 10. Juni 1977 3 Wochen (insgesamt 3) \| 3 \| Stevie Wonder \| Sir Duke[17] Stevie Wonder \| - \| \| 11. Juni 1977 – 17. Juni 1977 1 Woche (insgesamt 1) \| 1 \| KC & The Sunshine Band \| I’m Your Boogie Man[18] Harry Wayne Casey, Richard Finch \| - \| \| 18. Juni 1977 – 24. Juni 1977 1 Woche (insgesamt 1) \| 1 \| Fleetwood Mac \| Dreams[19] Stevie Nicks \| - \| \| 25. Juni 1977 – 1. Juli 1977 1 Woche (insgesamt 1) \| 1 \| Marvin Gaye \| Got to Give It Up[20] Marvin Gaye \| - \| \| 2. Juli 1977 – 8. Juli 1977 1 Woche (insgesamt 1) \| 1 \| Bill Conti \| Gonna Fly Now (Theme from „Rocky“)[21] Bill Conti, Carol Connors, Ayn Robbins \| - \| \| 9. Juli 1977 – 15. Juli 1977 1 Woche (insgesamt 1) \| 1 \| Alan O’Day \| Undercover Angel[22] Alan O’Day \| - \| \| 16. Juli 1977 – 22. Juli 1977 1 Woche (insgesamt 1) \| 1 \| Shaun Cassidy \| Da Doo Ron Ron[23] Jeff Barry, Phil Spector, Ellie Greenwich \| - \| \| 23. Juli 1977 – 29. Juli 1977 1 Woche (insgesamt 1) \| 1 \| Barry Manilow \| Looks Like We Made It[24] Richard Kerr, Will Jennings \| - \| \| 30. Juli 1977 – 19. August 1977 3 Wochen (insgesamt 4) \| 4 \| Andy Gibb \| I Just Want to Be Your Everything[25] Barry Gibb \| - \| \| 20. August 1977 – 16. September 1977 4 Wochen (insgesamt 5) \| 5 \| The Emotions \| Best of My Love[26] Maurice White, Al McKay \| - \| \| 17. September 1977 – 23. September 1977 1 Woche (insgesamt 4) \| 4 \| Andy Gibb \| I Just Want to Be Your Everything Barry Gibb \| - \| \| 24. September 1977 – 30. September 1977 1 Woche (insgesamt 5) \| 5 \| The Emotions \| Best of My Love Maurice White, Al McKay \| - \| \| 1. Oktober 1977 – 14. Oktober 1977 2 Wochen (insgesamt 2) \| 2 \| Meco \| Star Wars Theme/Cantina Band[27] John Williams \| - \| \| 15. Oktober 1977 – 23. Dezember 1977 10 Wochen (insgesamt 10) \| 10 \| Debby Boone \| You Light Up My Life[28] Joseph Brooks \| - \| \| 24. Dezember 1977 – 13. Januar 1978 3 Wochen (insgesamt 3) \| 3 \| Bee Gees \| How Deep Is Your Love[29] Barry Gibb, Maurice Gibb, Robin Gibb \| - \| |                                       |                                       |                                                                              |                           |
| ← 1976 |                                       |                                       |                                                                              | → 1978 →                  |
| Zeitraum | Wo. ges.                              | Interpret                             | Titel Autor(en)                                                              | Zusätzliche Informationen |
| (Zeitraum, Wochen auf Platz eins, Interpret, Titel, Autor[en], zusätzliche Informationen) |                                       |                                       |                                                                              |                           |
| 13. November 1976 – 7. Januar 1977 8 Wochen (insgesamt 8) | 8                                     | Rod Stewart                           | Tonight’s the Night (Gonna Be Alright) Rod Stewart                           | -                         |
| 8. Januar 1977 – 14. Januar 1977 1 Woche (insgesamt 1) | 1                                     | Marilyn McCoo & Billy Davis Jr.       | You Don’t Have to Be a Star (To Be in My Show) James Dean, John Glover       | -                         |
| 15. Januar 1977 – 21. Januar 1977 1 Woche (insgesamt 1) | 1                                     | Leo Sayer                             | You Make Me Feel Like Dancing Leo Sayer, Vini Poncia                         | -                         |
| 22. Januar 1977 – 28. Januar 1977 1 Woche (insgesamt 1) | 1                                     | Stevie Wonder                         | I Wish Stevie Wonder                                                         | -                         |
| 29. Januar 1977 – 4. Februar 1977 1 Woche (insgesamt 1) | 1                                     | Rose Royce                            | Car Wash Norman Whitfield                                                    | -                         |
| 5. Februar 1977 – 18. Februar 1977 2 Wochen (insgesamt 2) | 2                                     | Mary MacGregor                        | Torn Between Two Lovers Peter Yarrow, Phillip Jarrell                        | -                         |
| 19. Februar 1977 – 25. Februar 1977 1 Woche (insgesamt 1) | 1                                     | Manfred Mann’s Earth Band             | Blinded by the Light Bruce Springsteen                                       | -                         |
| 26. Februar 1977 – 4. März 1977 1 Woche (insgesamt 1) | 1                                     | Eagles                                | New Kid in Town J. D. Souther, Don Henley, Glenn Frey                        | -                         |
| 5. März 1977 – 25. März 1977 3 Wochen (insgesamt 3) | 3                                     | Barbra Streisand                      | Evergreen (Love Theme from „A Star Is Born“) Barbra Streisand, Paul Williams | -                         |
| 26. März 1977 – 8. April 1977 2 Wochen (insgesamt 2) | 2                                     | Daryl Hall & John Oates               | Rich Girl Daryl Hall                                                         | -                         |
| 9. April 1977 – 15. April 1977 1 Woche (insgesamt 1) | 1                                     | ABBA                                  | Dancing Queen Björn Ulvaeus, Benny Andersson, Stig Anderson                  | -                         |
| 16. April 1977 – 22. April 1977 1 Woche (insgesamt 1) | 1                                     | David Soul                            | Don’t Give up on Us Tony Macaulay                                            | -                         |
| 23. April 1977 – 29. April 1977 1 Woche (insgesamt 1) | 1                                     | Thelma Houston                        | Don’t Leave Me This Way Kenneth Gamble, Leon A. Huff, Cary Gilbert           | -                         |
| 30. April 1977 – 6. Mai 1977 1 Woche (insgesamt 1) | 1                                     | Glen Campbell                         | Southern Nights Allen Toussaint                                              | -                         |
| 7. Mai 1977 – 13. Mai 1977 1 Woche (insgesamt 1) | 1                                     | Eagles                                | Hotel California Don Felder, Don Henley, Glenn Frey                          | -                         |
| 14. Mai 1977 – 20. Mai 1977 1 Woche (insgesamt 1) | 1                                     | Leo Sayer                             | When I Need You Albert Hammond, Carole Bayer Sager                           | -                         |
| 21. Mai 1977 – 10. Juni 1977 3 Wochen (insgesamt 3) | 3                                     | Stevie Wonder                         | Sir Duke Stevie Wonder                                                       | -                         |
| 11. Juni 1977 – 17. Juni 1977 1 Woche (insgesamt 1) | 1                                     | KC & The Sunshine Band                | I’m Your Boogie Man Harry Wayne Casey, Richard Finch                         | -                         |
| 18. Juni 1977 – 24. Juni 1977 1 Woche (insgesamt 1) | 1                                     | Fleetwood Mac                         | Dreams Stevie Nicks                                                          | -                         |
| 25. Juni 1977 – 1. Juli 1977 1 Woche (insgesamt 1) | 1                                     | Marvin Gaye                           | Got to Give It Up Marvin Gaye                                                | -                         |
| 2. Juli 1977 – 8. Juli 1977 1 Woche (insgesamt 1) | 1                                     | Bill Conti                            | Gonna Fly Now (Theme from „Rocky“) Bill Conti, Carol Connors, Ayn Robbins    | -                         |
| 9. Juli 1977 – 15. Juli 1977 1 Woche (insgesamt 1) | 1                                     | Alan O’Day                            | Undercover Angel Alan O’Day                                                  | -                         |
| 16. Juli 1977 – 22. Juli 1977 1 Woche (insgesamt 1) | 1                                     | Shaun Cassidy                         | Da Doo Ron Ron Jeff Barry, Phil Spector, Ellie Greenwich                     | -                         |
| 23. Juli 1977 – 29. Juli 1977 1 Woche (insgesamt 1) | 1                                     | Barry Manilow                         | Looks Like We Made It Richard Kerr, Will Jennings                            | -                         |
| 30. Juli 1977 – 19. August 1977 3 Wochen (insgesamt 4) | 4                                     | Andy Gibb                             | I Just Want to Be Your Everything Barry Gibb                                 | -                         |
| 20. August 1977 – 16. September 1977 4 Wochen (insgesamt 5) | 5                                     | The Emotions                          | Best of My Love Maurice White, Al McKay                                      | -                         |
| 17. September 1977 – 23. September 1977 1 Woche (insgesamt 4) | 4                                     | Andy Gibb                             | I Just Want to Be Your Everything Barry Gibb                                 | -                         |
| 24. September 1977 – 30. September 1977 1 Woche (insgesamt 5) | 5                                     | The Emotions                          | Best of My Love Maurice White, Al McKay                                      | -                         |
| 1. Oktober 1977 – 14. Oktober 1977 2 Wochen (insgesamt 2) | 2                                     | Meco                                  | Star Wars Theme/Cantina Band John Williams                                   | -                         |
| 15. Oktober 1977 – 23. Dezember 1977 10 Wochen (insgesamt 10) | 10                                    | Debby Boone                           | You Light Up My Life Joseph Brooks                                           | -                         |
| 24. Dezember 1977 – 13. Januar 1978 3 Wochen (insgesamt 3) | 3                                     | Bee Gees                              | How Deep Is Your Love Barry Gibb, Maurice Gibb, Robin Gibb                   | -                         |

## Alben
| ← 1976 ← | Liste der Nummer-eins-Alben in den USA | Liste der Nummer-eins-Alben in den USA | Liste der Nummer-eins-Alben in den USA | 1978 →                    |
| \| Zeitraum \| Wo. ges. \| Interpret \| Titel \| Zusätzliche Informationen \| \| (Zeitraum, Wochen auf Platz eins, Interpret, Titel, zusätzliche Informationen) \| \| \| \| \| \| ------------------------------------------------------------------------------ \| -------- \| ------------------------------------- \| ---------------------------- \| ------------------------- \| \| 1. Januar 1977 – 14. Januar 1977 2 Wochen (insgesamt 14) \| 14 \| Stevie Wonder \| Songs in the Key of Life[30] \| - \| \| 15. Januar 1977 – 21. Januar 1977 1 Woche (insgesamt 8) \| 8 \| Eagles \| Hotel California[31] \| - \| \| 22. Januar 1977 – 28. Januar 1977 1 Woche (insgesamt 1) \| 1 \| Wings \| Wings over America[32] \| - \| \| 29. Januar 1977 – 4. Februar 1977 1 Woche (insgesamt 14) \| 14 \| Stevie Wonder \| Songs in the Key of Life \| - \| \| 5. Februar 1977 – 11. Februar 1977 1 Woche (insgesamt 8) \| 8 \| Eagles \| Hotel California \| - \| \| 12. Februar 1977 – 25. März 1977 6 Wochen (insgesamt 6) \| 6 \| Barbra Streisand & Kris Kristofferson \| A Star is Born[33] \| - \| \| 26. März 1977 – 1. April 1977 1 Woche (insgesamt 8) \| 8 \| Eagles \| Hotel California \| - \| \| 2. April 1977 – 15. April 1977 2 Wochen (insgesamt 29) \| 29 \| Fleetwood Mac \| Rumours[34] \| - \| \| 16. April 1977 – 20. Mai 1977 5 Wochen (insgesamt 8) \| 8 \| Eagles \| Hotel California \| - \| \| 21. Mai 1977 – 15. Juli 1977 8 Wochen (insgesamt 29) \| 29 \| Fleetwood Mac \| Rumours \| - \| \| 16. Juli 1977 – 22. Juli 1977 1 Woche (insgesamt 1) \| 1 \| Barry Manilow \| Live[35] \| - \| \| 23. Juli 1977 – 2. Dezember 1977 19 Wochen (insgesamt 29) \| 29 \| Fleetwood Mac \| Rumours \| - \| \| 3. Dezember 1977 – 30. Dezember 1977 4 Wochen (insgesamt 4) \| 4 \| Linda Ronstadt \| Simple Dreams[36] \| - \| |                                        |                                        |                                        |                           |
| ← 1976 |                                        |                                        |                                        | → 1978 →                  |
| Zeitraum | Wo. ges.                               | Interpret                              | Titel                                  | Zusätzliche Informationen |
| (Zeitraum, Wochen auf Platz eins, Interpret, Titel, zusätzliche Informationen) |                                        |                                        |                                        |                           |
| 1. Januar 1977 – 14. Januar 1977 2 Wochen (insgesamt 14) | 14                                     | Stevie Wonder                          | Songs in the Key of Life               | -                         |
| 15. Januar 1977 – 21. Januar 1977 1 Woche (insgesamt 8) | 8                                      | Eagles                                 | Hotel California                       | -                         |
| 22. Januar 1977 – 28. Januar 1977 1 Woche (insgesamt 1) | 1                                      | Wings                                  | Wings over America                     | -                         |
| 29. Januar 1977 – 4. Februar 1977 1 Woche (insgesamt 14) | 14                                     | Stevie Wonder                          | Songs in the Key of Life               | -                         |
| 5. Februar 1977 – 11. Februar 1977 1 Woche (insgesamt 8) | 8                                      | Eagles                                 | Hotel California                       | -                         |
| 12. Februar 1977 – 25. März 1977 6 Wochen (insgesamt 6) | 6                                      | Barbra Streisand & Kris Kristofferson  | A Star is Born                         | -                         |
| 26. März 1977 – 1. April 1977 1 Woche (insgesamt 8) | 8                                      | Eagles                                 | Hotel California                       | -                         |
| 2. April 1977 – 15. April 1977 2 Wochen (insgesamt 29) | 29                                     | Fleetwood Mac                          | Rumours                                | -                         |
| 16. April 1977 – 20. Mai 1977 5 Wochen (insgesamt 8) | 8                                      | Eagles                                 | Hotel California                       | -                         |
| 21. Mai 1977 – 15. Juli 1977 8 Wochen (insgesamt 29) | 29                                     | Fleetwood Mac                          | Rumours                                | -                         |
| 16. Juli 1977 – 22. Juli 1977 1 Woche (insgesamt 1) | 1                                      | Barry Manilow                          | Live                                   | -                         |
| 23. Juli 1977 – 2. Dezember 1977 19 Wochen (insgesamt 29) | 29                                     | Fleetwood Mac                          | Rumours                                | -                         |
| 3. Dezember 1977 – 30. Dezember 1977 4 Wochen (insgesamt 4) | 4                                      | Linda Ronstadt                         | Simple Dreams                          | -                         |